# Iván Alejandro
Iván Alejandro (en búlgaro: Иван Александър, romanizado: Ivan Aleksandǎr, búlgaro medio, ІѠАНЪ АЛЄѮАНдРЪ) fue zar del Segundo Imperio búlgaro entre 1331 y 1371.
Miembro de una rama menor de la dinastía Shishman, ocupó el trono merced a un golpe de Estado. Gracias a la victoria contra las tropas bizantinas en Rusokastro en 1332 y a los tratados celebrados con Serbia y luego con Bizancio, aseguró a su Imperio cerca de cuarenta años de paz. Su reinado corresponde a un período de recuperación económica y florecimiento cultural en Bulgaria. Se construyeron muchas iglesias ortodoxas y floreció el arte cortesano, especialmente los manuscritos ilustrados, surgidos en la escuela literaria de Tarnovo. Al mismo tiempo, la fragmentación feudal del Estado se fue profundizando, a lo que contribuyó también el propio zar al separar en 1355 un territorio para su hijo mayor. Al final de su reinado se involucró en un conflicto con Bizancio. Por consiguiente, Bulgaria fue invadida por fuerzas bizantinas, húngaras y tropas del conde Amadeo VI de Saboya y perdió algunos puertos costeros y temporalmente Vidin. Murió dejando el país dividido y débil frente al avance de los turcos en los Balcanes.

## Orígenes familiares y primeros años

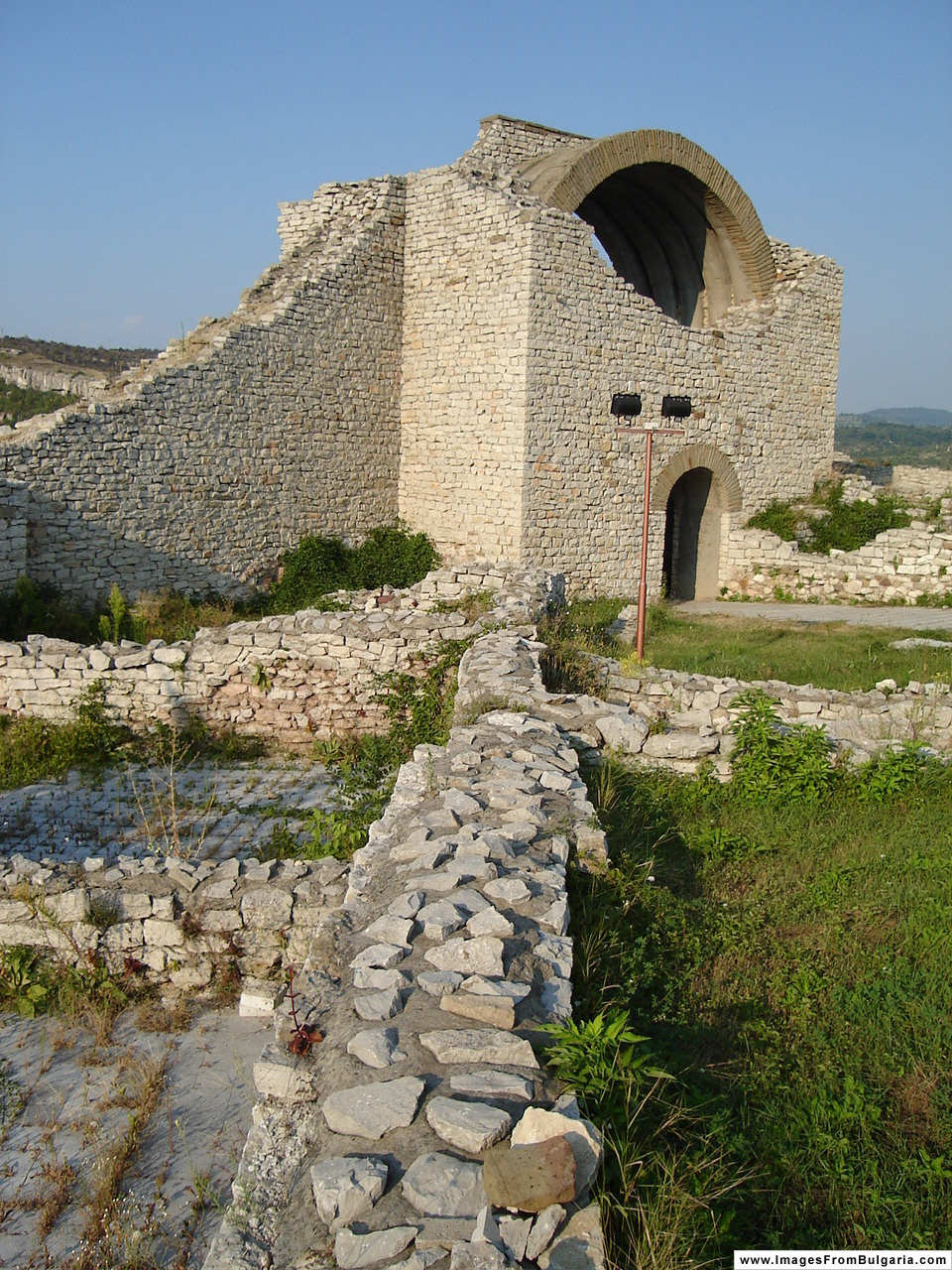
Fortaleza de Lovech, residencia del déspota Iván Alejandro.

Iván Alejandro era hijo del déspota Esratsimir de Kran y su esposa Keratsa Petritsa, hermana del zar Miguel Shishman de Bulgaria. Por linaje materno, descendía de las dinastías Asen y Terter. Como no se encontraba en la línea de sucesión al trono búlgaro, se desconoce todo sobre su infancia e incluso su fecha de nacimiento. Contrajo matrimonio con Teodora, hija del príncipe Basarab I de Valaquia, alrededor de 1323.
Su tío Miguel atacó el Reino de Serbia en julio de 1330. Iván Alejandro, que era déspota de la región de Lovech en ese momento, participó en la campaña junto con su padre y su suegro. Los serbios derrotaron al ejército búlgaro y sus aliados en la batalla de Velbazhd el 28 de julio de 1330. Miguel Shishman fue asesinado mientras huía del campo de batalla. El 2 de agosto, cuatro días después de la batalla, la nobleza de Bulgaria, mandó emisarios al rey Esteban Dečanski, que se encontraba en Mraka, con una propuesta de paz y el ofrecimiento de unificar ambas naciones. Dečanski rehusó ceñirse la corona del Imperio búlgaro, pero demandó que su sobrino y protegido Iván Esteban, hijo del fallecido Miguel Shishman y su hermana Ana Neda, ocupara el trono, lo cual aceptaron los representantes búlgaros. Iván Esteban ascendió el trono a mediados de agosto de 1330. Durante todo su reinado, lo apoyaron únicamente su tío Belaur, déspota de Vidin, y su madre Ana Neda, mientras que el resto de la nobleza lo consideraba un títere de los serbios y se mantuvo hostil.
La poderosa influencia de Ana Neda obligó a la segunda esposa de Miguel Shishman, Teodora Paleóloga, a huir con sus hijos a Constantinopla y refugiarse en la corte de su hermano, el emperador bizantino Andrónico III Paleólogo. Este invadió el sur de Bulgaria en el otoño de 1330, como represalia por la expulsión de su hermana, y se apoderó de las ciudades de Anquíalo, Mesembria, Aytos, Ktenia, Rusokastro y Diamboli. Las continuas derrotas frente a los bizantinos causaron el descontento de la nobleza búlgara, ya que su zar era impotente para lidiar con estos problemas. El protovestiario Raksin y el logoteta Felipe organizaron un golpe de Estado a principios de 1331; posiblemente Iván Alejandro estuvo involucrado en la conspiración. El zar y su madre huyeron a Serbia.

## Zar de Bulgaria
Iván Alejandro fue elegido zar de Bulgaria luego de la huida de su primo. El nuevo soberano se dedicó inmediatamente a consolidar su posición recuperando los territorios recientemente perdidos ante los bizantinos. Aquel mismo año de 1331, marchó hacia Adrianópolis y reconquistó el nordeste de Tracia. Mientras tanto, el príncipe Esteban Dušan había depuesto a su padre, Esteban Dečanski, y asumió el título de rey de Serbia. Su llegada al poder ayudó a normalizar la tensa relación entre búlgaros y serbios, que mejoró manifiestamente tras la firma de una alianza entre ambos gobernantes. El pacto fue sellado mediante el matrimonio del monarca serbio con Helena, la hermana del zar, en la Pascua de 1332.

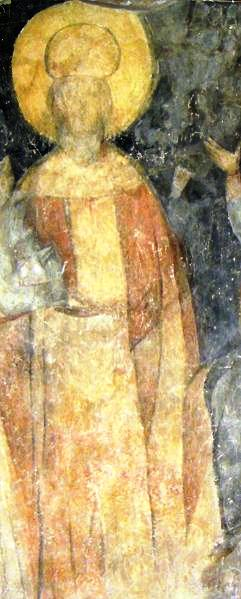
Retrato mural contemporáneo de Iván Alejandro en las iglesias rupestres de Ivanovo.

Belaur se rebeló en Vidin alrededor de la misma época, probablemente en apoyo de su depuesto sobrino, Iván Esteban. Sin embargo, el avance del emperador bizantino contra Bulgaria en el verano de 1332 impidió que Iván Alejandro pudiera tomar medidas contra los rebeldes. Los bizantinos aplastaron las defensas en Tracia, pero el zar marchó rápidamente al sur con un pequeño ejército y se encontró con Andrónico III en Rusokastro.

Ninguno de nuestros primeros zares se parece a este gran zar Iván Alejandro; en poderío militar se parece a un segundo Alejandro Magno, en fe y piedad es un segundo san Constantino; capturó a todos sus enemigos, los puso de rodillas y trajo la paz al universo.
«Alabanza a Iván Alejandro», Salterio de Sofía.

Después de dar la impresión de que quería negociar, Iván Alejandro, que había reforzado sus filas con un destacamento de caballería tártara, venció a los bizantinos en la batalla de Rusokastro. Las ciudades de la región se rindieron a los búlgaros, mientras que Andrónico III se refugió tras las murallas de Rusokastro. La guerra terminó con la reunión de ambos soberanos para firmar un acuerdo de paz y una liga. Para sellar la alianza, el emperador bizantino comprometió a su hija, María (Irene), con el primogénito del zar, Miguel Asen IV, un matrimonio que finalmente ocurrió en 1339. Iván Alejandro se encontraba ya libre para lidiar con Belaur, pero no pudo sofocar definitivamente su insurrección hasta 1336 o 1337.
Coronó a Miguel IV alrededor de 1332, tal vez para asegurar la sucesión al trono dentro de su familia. Además, hizo lo mismo con sus hijos menores, Iván Esratsimir e Iván Asen IV en 1337. Es probable que su intención fuese consolidar el control búlgaro sobre las ciudades y regiones importantes, ya que Iván Esratsimir se estableció en Vidin e Iván Asen IV, posiblemente, en Preslav. De cualquier manera, esta fue una marcada desviación de la práctica bizantina, en la cual los hijos más jóvenes de los soberanos eran nombrados déspotas, con o sin territorios para administrar.

### Relaciones con el Imperio bizantino

El Segundo Imperio búlgaro durante el reinado de Iván Alejandro.

Las relaciones con el Imperio bizantino se deterioraron temporalmente a comienzos de la década de 1340. Iván Alejandro había exigido la extradición de su primo Shishman, otro hijo de Miguel Shishman, amenazando con la guerra a los bizantinos si no lo hacían. Sin embargo, la demostración de fuerza fracasó, ya que estos percibieron sus intenciones y enviaron en su contra una flota de su nuevo aliado, el emir turco Umur Beg. Los turcos desembarcaron en el delta del Danubio, atacaron las ciudades que encontraron y saquearon los campos. Obligado a retirarse, el zar invadió el Imperio bizantino nuevamente a finales de 1341, con el pretexto de haber sido convocado por el pueblo de Adrianópolis. Sin embargo, los turcos lo derrotaron en dos ocasiones ante las puertas de la ciudad.
Entre 1341 y 1347, el Imperio bizantino se sumió en una cruenta guerra civil entre la regencia del joven emperador Juan V Paleólogo, encabezada por su madre Ana de Saboya, y el supuesto protector del niño, Juan Cantacuceno. Los vecinos de los bizantinos se aprovecharon de la contienda; la Serbia de Dušan tomó partido por Juan Cantacuceno, mientras que la Bulgaria de Iván Alejandro respaldó a Juan V y a su gobierno. Sin embargo, pese a militar en bandos opuestos durante el conflicto bizantino, ambos reinos mantuvieron su alianza. La regencia de Juan V cedió a Bulgaria la ciudad de Filipópolis y nueve fortalezas importantes en la región de las montañas Ródope en 1344 como precio por su apoyo. Esta transferencia pacífica constituyó el último gran éxito de la política exterior de Iván Alejandro.

### La hegemonía de Serbia y la amenaza otomana

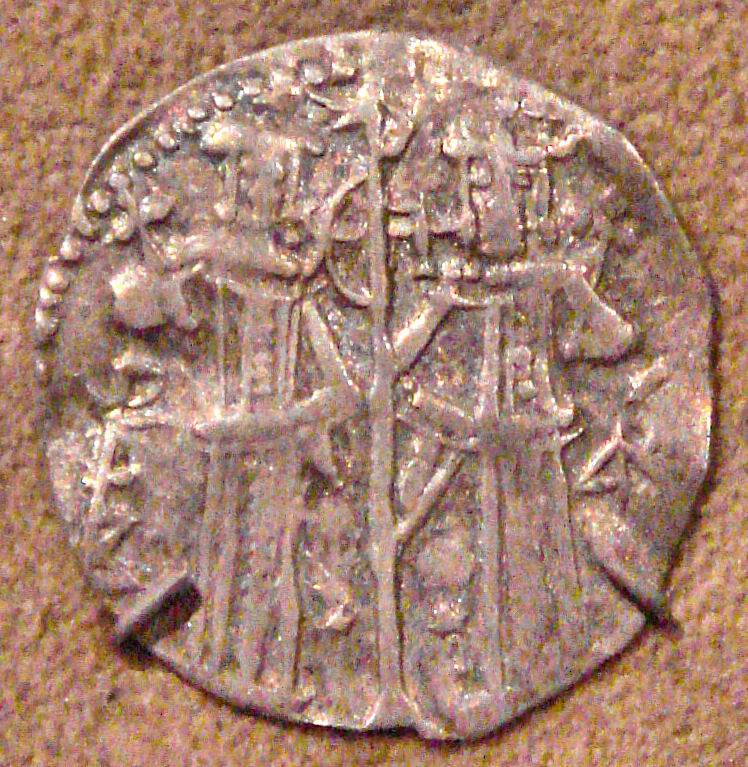
Moneda de plata de Iván Alejandro.

El rey serbio se aprovechó de la guerra civil bizantina para conquistar territorios en las modernas regiones de Macedonia, Albania y el norte de Grecia. Dušan se proclamó «emperador de los serbios y los griegos» en 1345 y al año siguiente, fue coronado como tal por Juanicio II, el primer patriarca de Serbia. Estas acciones, que indignaron a los bizantinos, parecen haber sido apoyadas por los búlgaros, ya que el patriarca de Bulgaria, Simeón, participó en la creación del Patriarcado serbio y la coronación de Dušan.
Poco quedaba de los primeros éxitos de Iván Alejandro en la segunda mitad de la década de 1340. Los aliados turcos de Juan Cantacuceno saquearon territorios en Tracia que pertenecían a Bulgaria en 1346, 1347, 1349, 1352 y 1354; a estos pillajes se añadieron los estragos de la peste negra. Los intentos de expulsarlos fracasaron repetidamente: el coemperador Iván Asen IV, murió en combate en 1349 y el heredero aparente Miguel Asen IV también falleció en 1355 o poco antes.
La guerra civil bizantina terminó en 1351 y Juan Cantacuceno percibió finalmente la amenaza que los turcos representaban para los Balcanes. Apeló a los monarcas de Serbia y Bulgaria para organizar un frente unido contra ellos, pidiendo también dinero prestado a Iván Alejandro para construir una flota de guerra, pero no fue escuchado por los vecinos, que desconfiaban de sus intenciones. Hubo un nuevo intento de cooperación entre Bulgaria y Bizancio en 1355, cuando Juan Cantacuceno fue obligado a abdicar y Juan V finalmente logró sentarse en el trono. La hija del zar, Keratsa, se casó con el futuro emperador Andrónico IV Paleólogo para consolidar el nuevo tratado, que no produjo resultados concretos.

### Conflictos externos e inestabilidad

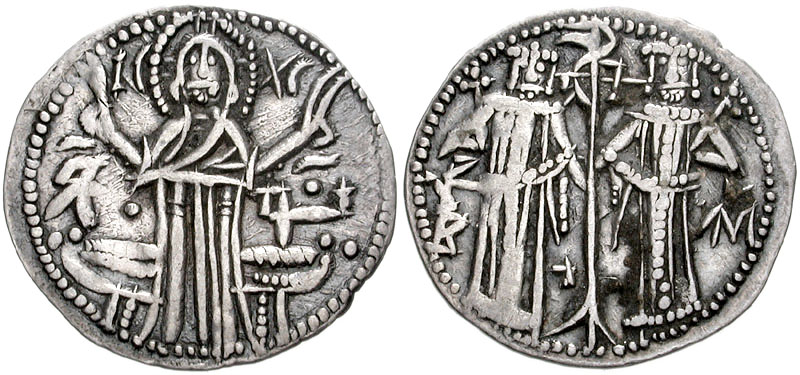
Moneda que muestra a Iván Alejandro con uno de sus hijos, el coemperador Miguel Asen IV (derecha).

En sus propios dominios, Iván Alejandro comprometió la estabilidad interna al divorciarse de su primera esposa Teodora de Valaquia alrededor de 1349, para casarse con la judía conversa Sara Teodora. El nuevo matrimonio produjo más hijos, a quienes Iván Alejandro procedió a coronar también: a Iván Shishman en 1356 y a Iván Asen V en 1359. El último hijo que todavía vivía de su primer matrimonio, el coemperador Iván Esratsimir, furioso, comenzó a gobernar de forma prácticamente independiente desde Vidin en 1356. Además, el control de Iván Alejandro sobre algunos de sus poderosos vasallos, como los señores de Valaquia y Dobruja, disminuyó conforme estos empezaron a desarrollar una política exterior propia.
Bulgaria fue presa desde mediados del siglo XIV de las aspiraciones del rey Luis I de Hungría, que se adueñó de Moldavia en 1352 y estableció en ella un principado vasallo, antes de conquistar Vidin en 1365 y hacer prisioneros a Iván Esratsimir y su familia.

Campaña militar de Amadeo VI contra Bulgaria (1366-1367).

Los búlgaros y los bizantinos se enfrentaron nuevamente en 1365. Dos años después, cuando Juan V regresaba de su viaje a Occidente, los búlgaros le negaron el permiso para cruzar su territorio. Esta hostilidad resultó costosa: otro aliado bizantino, el conde de Saboya Amadeo VI, a la cabeza de una cruzada, conquistó varias ciudades costeras búlgaras en represalia, entre ellas Anquialo y Mesembria, aunque no pudo apoderarse de Varna. En mala posición para continuar los combates, Iván Alejandro se vio obligado a pedir la paz. Los saboyanos entregaron al Imperio bizantino las ciudades arrebatadas y Juan V Paleólogo a su vez compensó a Iván Alejandro con ciento ochenta mil florines.
El zar utilizó este dinero y algunas concesiones territoriales para inducir a sus vasallos —nominales— Dobrotitsa de Dobruja y Vladislav I de Valaquia a ayudarlo en la reconquista de Vidin. Recobró en efecto la ciudad, e Iván Esratsimir recuperó su trono en 1369, aunque el rey húngaro lo obligó a reconocer su autoridad.
El relativo éxito en la solución de la crisis del noroeste no compensó las pérdidas en el sureste. Para empeorar la situación, en 1363 o 1369 (la fecha está en disputa) los turcos otomanos de Murad I conquistaron Adrianópolis e hicieron de ella la capital de su emergente Estado. También se adueñaron de las ciudades búlgaras de Filipópolis y Boruj. Iván Alejandro murió el 13 de febrero de 1371, cuando Bulgaria y los príncipes serbios de Macedonia se preparaban para una acción conjunta contra los invasores. Le sucedieron sus hijos: Iván Esratsimir en el Zarato de Vidin, e Iván Shishman en Tarnovo. Además, el Despotado de Dobruja y Valaquia se independizaron, fragmentando el debilitado Imperio búlgaro y acelerando su decadencia.

## Evaluación de su reinado

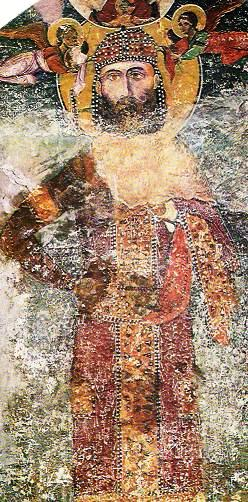
Retrato de donante en fresco de Iván Alejandro, de tiempos del zar, en el osario del monasterio de Bachkovo.

### Desarrollo económico
El largo período de paz que Iván Alejandro dio a su país revivió el mercado interno y el comercio con el Imperio bizantino y la República de Venecia. Bulgaria devino en la principal proveedora de grano y madera de los bizantinos después de que los turcos ocuparan gran parte de Asia Menor y les privaran de sus materias primas, y de que Venecia los expulsase de los mercados egipcios. Los puertos de Bulgaria se convirtieron en ajetreados centros de comercio. Especialmente Mesembria, donde se construyeron muchas nuevas iglesias y edificios públicos, así como instalaciones portuarias durante el reinado. Una colonia veneciana se estableció en Varna por aquel entonces.
En 1352, el dux veneciano Andrea Dandolo mandó emisarios al zar Iván Alejandro en Tarnovo para discutir los términos de un nuevo tratado de paz. El acuerdo fue firmado el 4 de octubre de ese año. Según lo estipulado:
- El zar protegía los bienes de los venecianos contra el robo y la confiscación en caso de muerte o naufragio.
- En caso de que un miembro de la comunidad veneciana cometiera un delito, los demás no serían responsables colectivamente, ni de las deudas de los demás.
- Se prohibía la entrada no autorizada o el registro arbitrario de las casas venecianas.
- Se permitía a los venecianos construir iglesias y almacenes comerciales donde quisieran.
- Se estableció el monto del arancel al comercio veneciano en el tres por ciento.

### Florecimiento cultural
Durante el gobierno de Iván Alejandro, el Imperio búlgaro entró en un período de renacimiento cultural que a veces se conoce como la «segunda edad de oro» de la cultura búlgara (la primera tuvo lugar durante el reinado de Simeón el Grande). Se construyeron o remodelaron gran número de monasterios e iglesias por orden del zar, como lo demuestran los retratos de donante en el osario del monasterio de Bachkovo y las iglesias rupestres de Ivanovo, por ejemplo. Los documentos también muestran que mandó reconstruir los monasterios de la Santa Madre de Dios Eleúsa (Theotokos Eleúsa), san Nicolás en Mesembria, san Nicolás en Pernik, la iglesia de san Pedro en Berende, la de san Teodoro en Boboshevo, la de san Pedro y san Pablo en Tarnovo y la de san Juan el Apóstol en el monasterio de Zemen, entre Sofía y Kyustendil. Finalmente,  ordenó edificar los monasterios en Dragalevci y Kilifarevo.
La pintura de la escuela artística de Tarnovo experimentó un gran florecimiento durante su reinado. Los logros de pintura más destacados de este período incluyen frescos en Zemen y Boboshevo. En Zemen, en la serie de la Pasión de Cristo, existe una interesante representación estilizada de estudiantes abrumados por la somnolencia que tratan de seguir la oración, así como de la muchedumbre judía que intenta capturar a Jesús. En la iglesia de Boboshevo, el traidor Judas Iscariote cuelga vergonzosamente en la cruz. Las figuras humanas están estilizadas: alargadas y curvadas en forma de S.
Además del arte mural y arquitectónico, también prosperó la actividad literaria, plasmada en manuscritos ilustrados de estilo bizantino. Se crearon varias obras importantes en este período, como la traducción de la crónica de Constantino Manasés al búlgaro medieval (1344-1345), que se conserva en el Archivo Apostólico Vaticano, los Evangelios del Zar Iván Alejandro (1355-1356), ricamente ilustrados, que se hallan actualmente en la Biblioteca Británica, el Salterio de Tomić (1360), actualmente en Moscú, y el Salterio de Sofía (1337).
Una pieza de ropa con el nombre de Iván Alejandro y bordada en oro fue descubierta en la tumba de un noble cerca de Pirot en la década de los años 1970 y ahora se conserva en el Museo Nacional de Serbia en Belgrado. Es la única de su clase y corrobora una tradición medieval que hasta ahora se conocía únicamente por la literatura: el regalo por los gobernantes ortodoxos a sus más eminentes dignatarios de una prenda de ropa que ellos mismos habían vestido.

### Renacimiento religioso

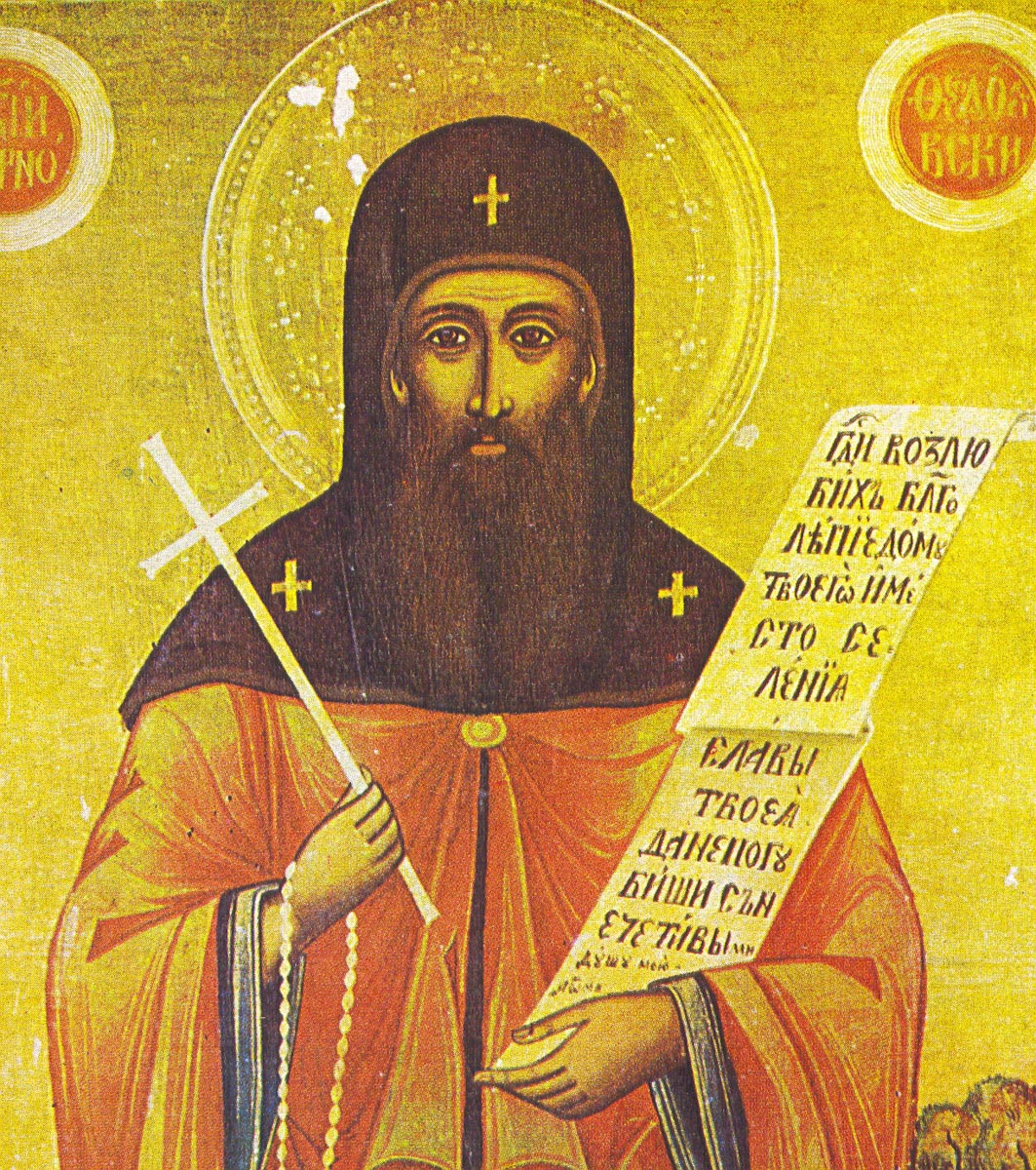
Teodosio de Tarnovo, fundador del hesicasmo.

Los años del reinado de Iván Alejandro también trajeron un marcado renacimiento religioso. A finales del siglo siglo XIII y principios del XIV, el monje griego Gregorio del Sinaí comenzó a enseñar prácticas ascéticas que conducían a una comunión mística con Dios, inicialmente en el Monte Athos, y luego en su ermita en Paroria, en la frontera búlgaro-bizantina de las montañas Strandzha. El movimiento llamado hesicasmo se extendió rápidamente por los monasterios eslavos y griegos. Los hesicastas buscaron ver la luz eterna revelada a los apóstoles en el monte Tabor. El camino hacia esto pasaba por el arrepentimiento, limpiándose uno mismo de las pasiones mundanas y la contemplación. Recomendaron decir que la oración de Jesús debía ir acompañados de ejercicios de respiración y una postura adecuada.  En Bulgaria, Teodosio de Tarnovo devino en el principal maestro del hesicasmo. El movimiento hesicasta fortaleció el sentido de comunidad ortodoxa entre griegos, búlgaros y serbios, al tiempo que contribuyó al aumento de la influencia bizantina.
En el estado en decadencia, junto con el florecimiento cultural de la corte y la expansión del movimiento ascético-místico, la moral decayó y aparecieron en gran número supersticiones y herejías. Los adamitas celebraban orgías nocturnas en el antiguo desierto pagano; el monje Teócrito, que venía de Constantinopla, hizo sacrificios bajo la encina sagrada, y la monja Irene de Tesalónica, rodeada de sus seguidores, aterrorizó al pueblo con libertinaje. Los bogomilos y barlaamitas aparecieron nuevamente en Bulgaria.

## Matrimonio y descendencia
| \| \| \| \| \| \| \| \| \| \| \| \| \| \| \| \| \| \| \| \| \| \| \| \| \| \| \| \| \| \| \| \| \| \| \| \| \| \| \| \| \| Shishman Casado con Desconocida \| \| \| \| \| \| \| \| \| \| \| \| \| \| \| \| \| \| \| \| \| \| \| \| \| \| \| \| \| \| \| \| \| \| \| \| \| \| \| \| \| \| \| \| \| \| \| \| \| \| \| \| \| \| \| \| \| \| \| \| \| \| \| \| \| \| \| \| \| \| \| \| \| \| \| \| \| \| \| \| \| \| \| \| \| \| \| \| \| \| \| \| \| \| \| \| \| \| \| \| \| \| \| \| \| \| \| \| \| \| \| \| \| \| \| \| \| \| \| \| \| \| \| \| \| \| \| \| \| \| \| \| \| \| \| \| \| \| \| \| \| \| \| \| \| \| \| \| \| \| \| \| \| \| \| \| \| \| \| \| \| \| \| \| \| \| \| \| \| \| \| \| \| \| \| \| \| \| \| \| \| \| \| \| \| \| \| \| \| \| \| \| \| \| \| \| \| \| \| \| \| \| \| \| \| \| \| \| \| \| \| \| \| \| \| \| \| \| \| \| \| \| \| \| \| \| \| \| \| \| \| \| \| \| \| \| \| \| \| \| \| \| \| \| \| \| \| \| \| \| \| \| \| \| \| \| \| \| \| \| \| \| \| \| \| \| \| \| \| \| \| \| \| \| \| \| \| \| \| \| \| \| \| \| \| \| \| \| \| \| \| \| \| \| \| \| \| \| \| \| \| \| \| \| \| \| \| \| \| \| \| \| \| \| \| \| \| \| \| \| \| \| \| \| \| \| \| \| \| \| \| \| \| \| \| \| \| \| \| \| \| \| \| \| \| \| \| \| \| \| \| Miguel Shishman Casado con 1. Ana Neda 2. Teodora Paleóloga \| Miguel Shishman Casado con 1. Ana Neda 2. Teodora Paleóloga \| Miguel Shishman Casado con 1. Ana Neda 2. Teodora Paleóloga \| Miguel Shishman Casado con 1. Ana Neda 2. Teodora Paleóloga \| Miguel Shishman Casado con 1. Ana Neda 2. Teodora Paleóloga \| Miguel Shishman Casado con 1. Ana Neda 2. Teodora Paleóloga \| \| \| \| \| \| \| \| \| \| \| \| \| \| \| \| \| \| \| Belaur \| Belaur \| Belaur \| Belaur \| Belaur \| Belaur \| \| \| Keratsa Petritsa, casada con el déspota Esratsimir de Kran \| Keratsa Petritsa, casada con el déspota Esratsimir de Kran \| Keratsa Petritsa, casada con el déspota Esratsimir de Kran \| Keratsa Petritsa, casada con el déspota Esratsimir de Kran \| Keratsa Petritsa, casada con el déspota Esratsimir de Kran \| Keratsa Petritsa, casada con el déspota Esratsimir de Kran \| \| \| \| \| \| \| \| \| \| \| \| \| \| \| \| \| \| \| \| \| \| \| \| \| \| \| \| \| \| \| \| \| \| \| \| \| \| \| \| \| \| \| \| \| \| \| \| \| \| \| \| \| \| \| \| \| \| \| \| \| \| \| \| \| \| \| \| \| \| \| \| \| \| \| \| \| \| \| \| \| \| \| \| \| \| \| \| Miguel Shishman Casado con 1. Ana Neda 2. Teodora Paleóloga \| Miguel Shishman Casado con 1. Ana Neda 2. Teodora Paleóloga \| Miguel Shishman Casado con 1. Ana Neda 2. Teodora Paleóloga \| Miguel Shishman Casado con 1. Ana Neda 2. Teodora Paleóloga \| Miguel Shishman Casado con 1. Ana Neda 2. Teodora Paleóloga \| Miguel Shishman Casado con 1. Ana Neda 2. Teodora Paleóloga \| \| \| \| \| \| \| \| \| \| \| \| \| \| \| \| \| \| \| Belaur \| Belaur \| Belaur \| Belaur \| Belaur \| Belaur \| \| \| Keratsa Petritsa, casada con el déspota Esratsimir de Kran \| Keratsa Petritsa, casada con el déspota Esratsimir de Kran \| Keratsa Petritsa, casada con el déspota Esratsimir de Kran \| Keratsa Petritsa, casada con el déspota Esratsimir de Kran \| Keratsa Petritsa, casada con el déspota Esratsimir de Kran \| Keratsa Petritsa, casada con el déspota Esratsimir de Kran \| \| \| \| \| \| \| \| \| \| \| \| \| \| \| \| \| \| \| \| \| \| \| \| \| \| \| \| \| \| \| \| \| \| \| \| \| \| \| \| \| \| \| \| \| \| \| \| \| \| \| \| \| \| \| \| \| \| \| \| \| \| \| \| \| \| \| \| \| \| \| \| \| \| \| \| \| \| \| \| \| \| \| \| \| \| \| \| \| \| \| \| \| \| \| \| \| \| \| \| \| \| \| \| \| \| \| \| \| \| \| \| \| \| \| \| \| \| \| \| \| \| \| \| \| \| \| \| \| \| \| \| \| \| \| \| \| \| \| \| \| \| \| \| \| \| \| \| \| \| \| \| \| \| \| \| \| \| \| \| \| \| \| \| \| \| \| \| \| \| \| \| \| \| \| \| \| \| \| \| \| \| \| \| \| \| \| \| \| \| \| \| \| \| \| \| \| 1. Iván Esteban \| 1. Iván Esteban \| 1. Iván Esteban \| 1. Iván Esteban \| 1. Iván Esteban \| 1. Iván Esteban \| \| \| 1. Shishman \| 1. Shishman \| 1. Shishman \| 1. Shishman \| 1. Shishman \| 1. Shishman \| \| \| 1. Miguel, Casado con Desconocida \| 1. Miguel, Casado con Desconocida \| 1. Miguel, Casado con Desconocida \| 1. Miguel, Casado con Desconocida \| 1. Miguel, Casado con Desconocida \| 1. Miguel, Casado con Desconocida \| \| \| 1. Ludovico \| 1. Ludovico \| 1. Ludovico \| 1. Ludovico \| 1. Ludovico \| 1. Ludovico \| \| \| 2. Desconocido \| 2. Desconocido \| 2. Desconocido \| 2. Desconocido \| 2. Desconocido \| 2. Desconocido \| \| \| \| \| \| \| \| \| \| \| \| \| \| \| \| \| \| \| \| \| \| \| \| \| \| \| \| \| \| \| \| \| \| \| \| \| \| \| \| \| \| \| \| \| \| \| \| \| \| \| \| \| \| \| \| \| \| \| \| \| \| \| \| \| \| \| \| \| \| \| \| \| \| \| \| \| \| \| \| \| \| \| \| \| \| \| \| 1. Iván Esteban \| 1. Iván Esteban \| 1. Iván Esteban \| 1. Iván Esteban \| 1. Iván Esteban \| 1. Iván Esteban \| \| \| 1. Shishman \| 1. Shishman \| 1. Shishman \| 1. Shishman \| 1. Shishman \| 1. Shishman \| \| \| 1. Miguel, Casado con Desconocida \| 1. Miguel, Casado con Desconocida \| 1. Miguel, Casado con Desconocida \| 1. Miguel, Casado con Desconocida \| 1. Miguel, Casado con Desconocida \| 1. Miguel, Casado con Desconocida \| \| \| 1. Ludovico \| 1. Ludovico \| 1. Ludovico \| 1. Ludovico \| 1. Ludovico \| 1. Ludovico \| \| \| 2. Desconocido \| 2. Desconocido \| 2. Desconocido \| 2. Desconocido \| 2. Desconocido \| 2. Desconocido \| \| \| \| \| \| \| \| \| \| \| \| \| \| \| \| \| \| \| \| \| \| \| \| \| \| \| \| \| \| \| \| \| \| \| \| \| \| \| \| \| \| \| \| \| \| \| \| \| \| \| \| \| \| \| \| \| \| \| \| \| \| \| \| \| \| \| \| \| \| \| \| \| \| \| \| \| \| \| \| \| \| \| \| \| \| \| \| \| \| \| \| \| \| \| \| \| \| \| \| \| \| \| \| \| \| \| \| \| \| \| \| \| \| \| \| \| \| \| \| \| \| \| \| \| \| \| \| \| \| \| \| \| \| \| \| \| \| \| \| \| \| \| \| \| \| \| \| \| \| \| \| \| \| \| \| \| \| \| \| \| \| \| \| \| \| \| \| \| \| \| \| \| \| \| \| \| \| \| \| \| \| \| \| \| \| \| \| \| \| \| \| \| \| \| \| \| \| \| \| \| \| \| \| \| \| \| \| \| \| \| \| \| Iván Alejandro casado con 1. Teodora Basarab 2. Sara Teodora \| Iván Alejandro casado con 1. Teodora Basarab 2. Sara Teodora \| Iván Alejandro casado con 1. Teodora Basarab 2. Sara Teodora \| Iván Alejandro casado con 1. Teodora Basarab 2. Sara Teodora \| Iván Alejandro casado con 1. Teodora Basarab 2. Sara Teodora \| Iván Alejandro casado con 1. Teodora Basarab 2. Sara Teodora \| \| \| Juan Comneno Asen casado con 1. Desconocida 2. Ana Paleóloga \| Juan Comneno Asen casado con 1. Desconocida 2. Ana Paleóloga \| Juan Comneno Asen casado con 1. Desconocida 2. Ana Paleóloga \| Juan Comneno Asen casado con 1. Desconocida 2. Ana Paleóloga \| Juan Comneno Asen casado con 1. Desconocida 2. Ana Paleóloga \| Juan Comneno Asen casado con 1. Desconocida 2. Ana Paleóloga \| \| \| Miguel casado con Desconocida \| Miguel casado con Desconocida \| Miguel casado con Desconocida \| Miguel casado con Desconocida \| Miguel casado con Desconocida \| Miguel casado con Desconocida \| \| \| Helena casada con Esteban Dušan \| Helena casada con Esteban Dušan \| Helena casada con Esteban Dušan \| Helena casada con Esteban Dušan \| Helena casada con Esteban Dušan \| Helena casada con Esteban Dušan \| \| \| Teodora \| Teodora \| Teodora \| Teodora \| Teodora \| Teodora \| \| \| \| \| \| \| \| \| \| \| \| \| \| \| \| \| \| \| \| \| \| \| \| \| \| \| \| \| \| \| \| \| \| \| \| \| \| \| \| \| \| \| \| \| \| \| \| \| \| \| \| \| \| \| \| \| \| \| \| \| \| \| \| \| \| \| \| \| \| \| \| \| \| \| \| \| \| \| \| \| \| \| \| \| \| \| \| Iván Alejandro casado con 1. Teodora Basarab 2. Sara Teodora \| Iván Alejandro casado con 1. Teodora Basarab 2. Sara Teodora \| Iván Alejandro casado con 1. Teodora Basarab 2. Sara Teodora \| Iván Alejandro casado con 1. Teodora Basarab 2. Sara Teodora \| Iván Alejandro casado con 1. Teodora Basarab 2. Sara Teodora \| Iván Alejandro casado con 1. Teodora Basarab 2. Sara Teodora \| \| \| Juan Comneno Asen casado con 1. Desconocida 2. Ana Paleóloga \| Juan Comneno Asen casado con 1. Desconocida 2. Ana Paleóloga \| Juan Comneno Asen casado con 1. Desconocida 2. Ana Paleóloga \| Juan Comneno Asen casado con 1. Desconocida 2. Ana Paleóloga \| Juan Comneno Asen casado con 1. Desconocida 2. Ana Paleóloga \| Juan Comneno Asen casado con 1. Desconocida 2. Ana Paleóloga \| \| \| Miguel casado con Desconocida \| Miguel casado con Desconocida \| Miguel casado con Desconocida \| Miguel casado con Desconocida \| Miguel casado con Desconocida \| Miguel casado con Desconocida \| \| \| Helena casada con Esteban Dušan \| Helena casada con Esteban Dušan \| Helena casada con Esteban Dušan \| Helena casada con Esteban Dušan \| Helena casada con Esteban Dušan \| Helena casada con Esteban Dušan \| \| \| Teodora \| Teodora \| Teodora \| Teodora \| Teodora \| Teodora \| \| \| \| \| \| \| \| \| \| \| \| \| \| \| \| \| \| \| \| \| \| \| \| \| \| \| \| \| \| \| \| \| \| \| \| \| \| \| \| \| \| \| \| \| \| \| \| \| \| \| \| \| \| \| \| \| \| \| \| \| \| \| \| \| \| \| \| \| \| \| \| \| \| \| \| \| \| \| \| \| \| \| \| \| \| \| \| \| \| \| \| \| \| \| \| \| \| \| \| \| \| \| \| \| \| \| \| \| \| \| \| Alejandro Comneno Asen, Xenia Comnena \| Alejandro Comneno Asen, Xenia Comnena \| Alejandro Comneno Asen, Xenia Comnena \| Alejandro Comneno Asen, Xenia Comnena \| Alejandro Comneno Asen, Xenia Comnena \| Alejandro Comneno Asen, Xenia Comnena \| \| \| Shishman \| Shishman \| Shishman \| Shishman \| Shishman \| Shishman \| \| \| \| \| \| \| \| \| \| \| \| \| \| \| \| \| \| \| \| \| \| \| \| \| \| \| \| \| \| \| \| \| \| \| \| \| \| \| \| \| \| \| \| \| \| \| \| \| \| \| \| \| \| \| \| \| \| \| \| \| \| \| \| \| \| \| \| \| \| \| \| \| \| \| \| \| \| \| \| \| \| \| \| \| \| \| \| \| \| \| \| \| \| \| \| \| \| \| \| \| \| \| \| \| \| \| \| \| \| \| \| Alejandro Comneno Asen, Xenia Comnena \| Alejandro Comneno Asen, Xenia Comnena \| Alejandro Comneno Asen, Xenia Comnena \| Alejandro Comneno Asen, Xenia Comnena \| Alejandro Comneno Asen, Xenia Comnena \| Alejandro Comneno Asen, Xenia Comnena \| \| \| Shishman \| Shishman \| Shishman \| Shishman \| Shishman \| Shishman \| \| \| \| \| \| \| \| \| \| \| \| \| \| \| \| \| \| \| \| \| \| \| \| \| \| \| \| \| \| \| \| \| \| \| \| \| \| \| \| \| \| \| \| \| \| \| \| \| \| \| \| \| \| \| \| \| \| \| \| \| \| \| \| \| \| \| \| \| \| \| \| \| \| \| \| \| \| \| \| \| \| \| \| \| \| \| \| \| \| \| \| \| \| \| \| \| \| \| \| \| \| \| \| \| \| \| \| \| \| \| \| \| \| \| \| \| \| \| \| \| \| \| \| \| \| \| \| \| \| \| \| \| \| \| \| \| \| \| \| \| \| \| \| \| \| \| \| \| \| \| \| \| \| \| \| \| \| \| \| \| \| \| \| \| \| \| \| \| \| \| \| \| \| \| \| \| \| \| \| \| \| \| \| \| \| \| \| \| \| \| \| \| \| \| \| \| \| \| \| \| \| \| \| \| \| \| \| \| \| \| \| \| 1. Miguel Asen IV Casado con Irene Paleóloga \| 1. Miguel Asen IV Casado con Irene Paleóloga \| 1. Miguel Asen IV Casado con Irene Paleóloga \| 1. Miguel Asen IV Casado con Irene Paleóloga \| 1. Miguel Asen IV Casado con Irene Paleóloga \| 1. Miguel Asen IV Casado con Irene Paleóloga \| \| \| 1. Iván Esratsimir casado con Ana \| 1. Iván Esratsimir casado con Ana \| 1. Iván Esratsimir casado con Ana \| 1. Iván Esratsimir casado con Ana \| 1. Iván Esratsimir casado con Ana \| 1. Iván Esratsimir casado con Ana \| \| \| 1. Iván Asen IV \| 1. Iván Asen IV \| 1. Iván Asen IV \| 1. Iván Asen IV \| 1. Iván Asen IV \| 1. Iván Asen IV \| \| \| 1. Kera Tamara casada con Constantino Murad I \| 1. Kera Tamara casada con Constantino Murad I \| 1. Kera Tamara casada con Constantino Murad I \| 1. Kera Tamara casada con Constantino Murad I \| 1. Kera Tamara casada con Constantino Murad I \| 1. Kera Tamara casada con Constantino Murad I \| \| \| 2. Keratsa-María casada con Andrónico IV Paleólogo \| 2. Keratsa-María casada con Andrónico IV Paleólogo \| 2. Keratsa-María casada con Andrónico IV Paleólogo \| 2. Keratsa-María casada con Andrónico IV Paleólogo \| 2. Keratsa-María casada con Andrónico IV Paleólogo \| 2. Keratsa-María casada con Andrónico IV Paleólogo \| \| \| 2. Iván Shishman casado con 1. Kira María 2. Dragana \| 2. Iván Shishman casado con 1. Kira María 2. Dragana \| 2. Iván Shishman casado con 1. Kira María 2. Dragana \| 2. Iván Shishman casado con 1. Kira María 2. Dragana \| 2. Iván Shishman casado con 1. Kira María 2. Dragana \| 2. Iván Shishman casado con 1. Kira María 2. Dragana \| \| \| 2. Iván Asen V \| 2. Iván Asen V \| 2. Iván Asen V \| 2. Iván Asen V \| 2. Iván Asen V \| 2. Iván Asen V \| \| \| 2. Desislava \| 2. Desislava \| 2. Desislava \| 2. Desislava \| 2. Desislava \| 2. Desislava \| \| \| 2. Vasilisa \| 2. Vasilisa \| 2. Vasilisa \| 2. Vasilisa \| 2. Vasilisa \| 2. Vasilisa \| \| \| \| \| \| \| \| \| \| \| \| \| \| \| \| \| \| \| \| \| \| \| \| \| \| \| \| \| \| \| \| \| \| \| \| \| \| \| \| \| \| \| \| \| \| \| \| \| \| \| \| \| \| \| \| 1. Miguel Asen IV Casado con Irene Paleóloga \| 1. Miguel Asen IV Casado con Irene Paleóloga \| 1. Miguel Asen IV Casado con Irene Paleóloga \| 1. Miguel Asen IV Casado con Irene Paleóloga \| 1. Miguel Asen IV Casado con Irene Paleóloga \| 1. Miguel Asen IV Casado con Irene Paleóloga \| \| \| 1. Iván Esratsimir casado con Ana \| 1. Iván Esratsimir casado con Ana \| 1. Iván Esratsimir casado con Ana \| 1. Iván Esratsimir casado con Ana \| 1. Iván Esratsimir casado con Ana \| 1. Iván Esratsimir casado con Ana \| \| \| 1. Iván Asen IV \| 1. Iván Asen IV \| 1. Iván Asen IV \| 1. Iván Asen IV \| 1. Iván Asen IV \| 1. Iván Asen IV \| \| \| 1. Kera Tamara casada con Constantino Murad I \| 1. Kera Tamara casada con Constantino Murad I \| 1. Kera Tamara casada con Constantino Murad I \| 1. Kera Tamara casada con Constantino Murad I \| 1. Kera Tamara casada con Constantino Murad I \| 1. Kera Tamara casada con Constantino Murad I \| \| \| 2. Keratsa-María casada con Andrónico IV Paleólogo \| 2. Keratsa-María casada con Andrónico IV Paleólogo \| 2. Keratsa-María casada con Andrónico IV Paleólogo \| 2. Keratsa-María casada con Andrónico IV Paleólogo \| 2. Keratsa-María casada con Andrónico IV Paleólogo \| 2. Keratsa-María casada con Andrónico IV Paleólogo \| \| \| 2. Iván Shishman casado con 1. Kira María 2. Dragana \| 2. Iván Shishman casado con 1. Kira María 2. Dragana \| 2. Iván Shishman casado con 1. Kira María 2. Dragana \| 2. Iván Shishman casado con 1. Kira María 2. Dragana \| 2. Iván Shishman casado con 1. Kira María 2. Dragana \| 2. Iván Shishman casado con 1. Kira María 2. Dragana \| \| \| 2. Iván Asen V \| 2. Iván Asen V \| 2. Iván Asen V \| 2. Iván Asen V \| 2. Iván Asen V \| 2. Iván Asen V \| \| \| 2. Desislava \| 2. Desislava \| 2. Desislava \| 2. Desislava \| 2. Desislava \| 2. Desislava \| \| \| 2. Vasilisa \| 2. Vasilisa \| 2. Vasilisa \| 2. Vasilisa \| 2. Vasilisa \| 2. Vasilisa \| \| \| \| \| \| \| \| \| \| \| \| \| \| \| \| \| \| \| \| \| \| \| \| \| \| \| \| \| \| \| \| \| \| \| \| \| \| \| \| \| \| \| \| \| \| \| \| \| \| \| \| \| \| \| \| \| \| \| \| \| \| \| \| \| \| \| \| \| \| \| \| \| \| \| \| \| \| \| \| \| \| \| \| \| \| \| \| \| \| \| \| \| \| \| \| \| \| \| \| \| \| \| \| \| \| \| \| \| \| \| \| \| \| \| \| \| \| \| \| \| \| \| \| \| \| \| \| \| \| \| \| \| \| \| \| \| \| \| \| \| \| \| \| \| \| \| \| \| \| \| \| \| \| \| \| \| \| \| \| \| \| \| \| \| \| \| \| \| \| \| \| \| \| \| \| \| \| \| \| \| Constantino II \| Constantino II \| Constantino II \| Constantino II \| Constantino II \| Constantino II \| \| \| Dorotea casada con Tvrtko I de Bosnia \| Dorotea casada con Tvrtko I de Bosnia \| Dorotea casada con Tvrtko I de Bosnia \| Dorotea casada con Tvrtko I de Bosnia \| Dorotea casada con Tvrtko I de Bosnia \| Dorotea casada con Tvrtko I de Bosnia \| \| \| Hija desconocida \| Hija desconocida \| Hija desconocida \| Hija desconocida \| Hija desconocida \| Hija desconocida \| \| \| Juan VII Paleólogo \| Juan VII Paleólogo \| Juan VII Paleólogo \| Juan VII Paleólogo \| Juan VII Paleólogo \| Juan VII Paleólogo \| \| \| 2 hijas desconocidas \| 2 hijas desconocidas \| 2 hijas desconocidas \| 2 hijas desconocidas \| 2 hijas desconocidas \| 2 hijas desconocidas \| \| \| Alejandro \| Alejandro \| Alejandro \| Alejandro \| Alejandro \| Alejandro \| \| \| Fruzhin \| Fruzhin \| Fruzhin \| Fruzhin \| Fruzhin \| Fruzhin \| \| \| Keratsa \| Keratsa \| Keratsa \| Keratsa \| Keratsa \| Keratsa \| \| \| 4 desconocido; Patriarca José II posiblemente un ilegítimo \| 4 desconocido; Patriarca José II posiblemente un ilegítimo \| 4 desconocido; Patriarca José II posiblemente un ilegítimo \| 4 desconocido; Patriarca José II posiblemente un ilegítimo \| 4 desconocido; Patriarca José II posiblemente un ilegítimo \| 4 desconocido; Patriarca José II posiblemente un ilegítimo \| \| \| \| \| \| \| \| \| \| \| \| \| \| \| \| \| \| \| \| \| \| \| \| \| \| \| \| \| \| \| \| \| \| \| \| \| \| \| \| \| \| \| \| \| \| \| \| \| \| \| \| \| \| \| \| Constantino II \| Constantino II \| Constantino II \| Constantino II \| Constantino II \| Constantino II \| \| \| Dorotea casada con Tvrtko I de Bosnia \| Dorotea casada con Tvrtko I de Bosnia \| Dorotea casada con Tvrtko I de Bosnia \| Dorotea casada con Tvrtko I de Bosnia \| Dorotea casada con Tvrtko I de Bosnia \| Dorotea casada con Tvrtko I de Bosnia \| \| \| Hija desconocida \| Hija desconocida \| Hija desconocida \| Hija desconocida \| Hija desconocida \| Hija desconocida \| \| \| Juan VII Paleólogo \| Juan VII Paleólogo \| Juan VII Paleólogo \| Juan VII Paleólogo \| Juan VII Paleólogo \| Juan VII Paleólogo \| \| \| 2 hijas desconocidas \| 2 hijas desconocidas \| 2 hijas desconocidas \| 2 hijas desconocidas \| 2 hijas desconocidas \| 2 hijas desconocidas \| \| \| Alejandro \| Alejandro \| Alejandro \| Alejandro \| Alejandro \| Alejandro \| \| \| Fruzhin \| Fruzhin \| Fruzhin \| Fruzhin \| Fruzhin \| Fruzhin \| \| \| Keratsa \| Keratsa \| Keratsa \| Keratsa \| Keratsa \| Keratsa \| \| \| 4 desconocido; Patriarca José II posiblemente un ilegítimo \| 4 desconocido; Patriarca José II posiblemente un ilegítimo \| 4 desconocido; Patriarca José II posiblemente un ilegítimo \| 4 desconocido; Patriarca José II posiblemente un ilegítimo \| 4 desconocido; Patriarca José II posiblemente un ilegítimo \| 4 desconocido; Patriarca José II posiblemente un ilegítimo \| \| \| \| \| \| \| \| \| \| \| \| \| \| \| \| \| \| \| \| \| \| \| \| \| \| \| \| \| \| \| \| \| \| \| \| \| \| \| \| \| \| \| \| \| \| \| \| \| \| \| \| \| \| \| \| \| \| \| \| \| \| \| \| \| \| \| \| \| \| \| \| \| \| \| \| \| \| \| \| \| \| \| \| \| \| \| \| \| \| \| \| \| \| \| \| \| \| \| \| \| \| \| \| \| \| \| \| \| \| \| \| \| \| \| \| \| \| \| \| \| \| \| \| \| \| \| \| \| \| \| \| \| \| \| \| \| \| \| \| \| \| \| \| \| \| \| \| \| \| \| \| \| \| \| \| \| \| \| \| \| \| \| \| \| \| \| \| \| \| \| \| \| \| \| \| \| \| \| \| \| \| \| \| \| \| \| \| \| \| \| \| \| \| \| \| \| \| \| \| \| \| \| \| \| \| \| \| \| \| \| \| \| \| \| \| \| \| \| \| \| \| \| \| \| Shishman \| Shishman \| Shishman \| Shishman \| Shishman \| Shishman \| \| \| 2 Desconocido \| 2 Desconocido \| 2 Desconocido \| 2 Desconocido \| 2 Desconocido \| 2 Desconocido \| \| \| \| \| \| \| \| \| \| \| \| \| \| \| \| \| \| \| \| \| \| \| \| \| \| \| \| \| \| \| \| \| \| \| \| \| \| \| \| \| \| \| \| \| \| \| \| \| \| \| \| \| \| \| \| \| \| \| \| \| \| \| \| \| \| \| |                                                              |                                                              |                                                              |                                                              |                                                              |  |  |                                                              |                                                              |                                                              |                                                              |                                                              |                                                              |  |  |                                                             |                                                             |                                                             |                                                             |                                                             |                                                             |  |  |                                               |                                               |                                               |                                               |                                               |                                               |  |  |                                                    |                                                    |                                                    |                                                    |                                                    |                                                    |  |  |                                                      |                                                      |                                                      |                                                      |                                                      |                                                      |          |          |                                                            |                                                            |                                                            |                                                            |                                                            |                                                            |               |               |               |               |              |              |              |              |  |  |                                                            |                                                            |                                                            |                                                            |                                                            |                                                            |  |  |  |  |  |  |  |  |  |  |  |  |  |  |  |  |  |  |  |  |  |  |  |  |  |  |  |  |  |  |  |  |  |  |  |  |  |  |  |  |  |  |  |  |  |  |  |  |  |  |  |  |  |  |
| |                                                              |                                                              |                                                              |                                                              |                                                              |  |  |                                                              |                                                              |                                                              |                                                              |                                                              |                                                              |  |  |                                                             |                                                             |                                                             |                                                             |                                                             |                                                             |  |  |                                               |                                               |                                               |                                               |                                               |                                               |  |  |                                                    |                                                    |                                                    |                                                    |                                                    |                                                    |  |  | Shishman Casado con Desconocida                      |                                                      |                                                      |                                                      |                                                      |                                                      |          |          |                                                            |                                                            |                                                            |                                                            |                                                            |                                                            |               |               |               |               |              |              |              |              |  |  |                                                            |                                                            |                                                            |                                                            |                                                            |                                                            |  |  |  |  |  |  |  |  |  |  |  |  |  |  |  |  |  |  |  |  |  |  |  |  |  |  |  |  |  |  |  |  |  |  |  |  |  |  |  |  |  |  |  |  |  |  |  |  |  |  |  |  |  |  |
| |                                                              |                                                              |                                                              |                                                              |                                                              |  |  |                                                              |                                                              |                                                              |                                                              |                                                              |                                                              |  |  |                                                             |                                                             |                                                             |                                                             |                                                             |                                                             |  |  |                                               |                                               |                                               |                                               |                                               |                                               |  |  |                                                    |                                                    |                                                    |                                                    |                                                    |                                                    |  |  |                                                      |                                                      |                                                      |                                                      |                                                      |                                                      |          |          |                                                            |                                                            |                                                            |                                                            |                                                            |                                                            |               |               |               |               |              |              |              |              |  |  |                                                            |                                                            |                                                            |                                                            |                                                            |                                                            |  |  |  |  |  |  |  |  |  |  |  |  |  |  |  |  |  |  |  |  |  |  |  |  |  |  |  |  |  |  |  |  |  |  |  |  |  |  |  |  |  |  |  |  |  |  |  |  |  |  |  |  |  |  |
| |                                                              |                                                              |                                                              |                                                              |                                                              |  |  |                                                              |                                                              |                                                              |                                                              |                                                              |                                                              |  |  |                                                             |                                                             |                                                             |                                                             |                                                             |                                                             |  |  |                                               |                                               |                                               |                                               |                                               |                                               |  |  |                                                    |                                                    |                                                    |                                                    |                                                    |                                                    |  |  |                                                      |                                                      |                                                      |                                                      |                                                      |                                                      |          |          |                                                            |                                                            |                                                            |                                                            |                                                            |                                                            |               |               |               |               |              |              |              |              |  |  |                                                            |                                                            |                                                            |                                                            |                                                            |                                                            |  |  |  |  |  |  |  |  |  |  |  |  |  |  |  |  |  |  |  |  |  |  |  |  |  |  |  |  |  |  |  |  |  |  |  |  |  |  |  |  |  |  |  |  |  |  |  |  |  |  |  |  |  |  |
| |                                                              |                                                              |                                                              |                                                              |                                                              |  |  |                                                              |                                                              |                                                              |                                                              |                                                              |                                                              |  |  | Miguel Shishman Casado con 1. Ana Neda 2. Teodora Paleóloga | Miguel Shishman Casado con 1. Ana Neda 2. Teodora Paleóloga | Miguel Shishman Casado con 1. Ana Neda 2. Teodora Paleóloga | Miguel Shishman Casado con 1. Ana Neda 2. Teodora Paleóloga | Miguel Shishman Casado con 1. Ana Neda 2. Teodora Paleóloga | Miguel Shishman Casado con 1. Ana Neda 2. Teodora Paleóloga |  |  |                                               |                                               |                                               |                                               |                                               |                                               |  |  |                                                    |                                                    |                                                    |                                                    |                                                    |                                                    |  |  | Belaur                                               | Belaur                                               | Belaur                                               | Belaur                                               | Belaur                                               | Belaur                                               |          |          | Keratsa Petritsa, casada con el déspota Esratsimir de Kran | Keratsa Petritsa, casada con el déspota Esratsimir de Kran | Keratsa Petritsa, casada con el déspota Esratsimir de Kran | Keratsa Petritsa, casada con el déspota Esratsimir de Kran | Keratsa Petritsa, casada con el déspota Esratsimir de Kran | Keratsa Petritsa, casada con el déspota Esratsimir de Kran |               |               |               |               |              |              |              |              |  |  |                                                            |                                                            |                                                            |                                                            |                                                            |                                                            |  |  |  |  |  |  |  |  |  |  |  |  |  |  |  |  |  |  |  |  |  |  |  |  |  |  |  |  |  |  |  |  |  |  |  |  |  |  |  |  |  |  |  |  |  |  |  |  |  |  |  |  |  |  |
| |                                                              |                                                              |                                                              |                                                              |                                                              |  |  |                                                              |                                                              |                                                              |                                                              |                                                              |                                                              |  |  | Miguel Shishman Casado con 1. Ana Neda 2. Teodora Paleóloga | Miguel Shishman Casado con 1. Ana Neda 2. Teodora Paleóloga | Miguel Shishman Casado con 1. Ana Neda 2. Teodora Paleóloga | Miguel Shishman Casado con 1. Ana Neda 2. Teodora Paleóloga | Miguel Shishman Casado con 1. Ana Neda 2. Teodora Paleóloga | Miguel Shishman Casado con 1. Ana Neda 2. Teodora Paleóloga |  |  |                                               |                                               |                                               |                                               |                                               |                                               |  |  |                                                    |                                                    |                                                    |                                                    |                                                    |                                                    |  |  | Belaur                                               | Belaur                                               | Belaur                                               | Belaur                                               | Belaur                                               | Belaur                                               |          |          | Keratsa Petritsa, casada con el déspota Esratsimir de Kran | Keratsa Petritsa, casada con el déspota Esratsimir de Kran | Keratsa Petritsa, casada con el déspota Esratsimir de Kran | Keratsa Petritsa, casada con el déspota Esratsimir de Kran | Keratsa Petritsa, casada con el déspota Esratsimir de Kran | Keratsa Petritsa, casada con el déspota Esratsimir de Kran |               |               |               |               |              |              |              |              |  |  |                                                            |                                                            |                                                            |                                                            |                                                            |                                                            |  |  |  |  |  |  |  |  |  |  |  |  |  |  |  |  |  |  |  |  |  |  |  |  |  |  |  |  |  |  |  |  |  |  |  |  |  |  |  |  |  |  |  |  |  |  |  |  |  |  |  |  |  |  |
| |                                                              |                                                              |                                                              |                                                              |                                                              |  |  |                                                              |                                                              |                                                              |                                                              |                                                              |                                                              |  |  |                                                             |                                                             |                                                             |                                                             |                                                             |                                                             |  |  |                                               |                                               |                                               |                                               |                                               |                                               |  |  |                                                    |                                                    |                                                    |                                                    |                                                    |                                                    |  |  |                                                      |                                                      |                                                      |                                                      |                                                      |                                                      |          |          |                                                            |                                                            |                                                            |                                                            |                                                            |                                                            |               |               |               |               |              |              |              |              |  |  |                                                            |                                                            |                                                            |                                                            |                                                            |                                                            |  |  |  |  |  |  |  |  |  |  |  |  |  |  |  |  |  |  |  |  |  |  |  |  |  |  |  |  |  |  |  |  |  |  |  |  |  |  |  |  |  |  |  |  |  |  |  |  |  |  |  |  |  |  |
| 1. Iván Esteban | 1. Iván Esteban                                              | 1. Iván Esteban                                              | 1. Iván Esteban                                              | 1. Iván Esteban                                              | 1. Iván Esteban                                              |  |  | 1. Shishman                                                  | 1. Shishman                                                  | 1. Shishman                                                  | 1. Shishman                                                  | 1. Shishman                                                  | 1. Shishman                                                  |  |  | 1. Miguel, Casado con Desconocida                           | 1. Miguel, Casado con Desconocida                           | 1. Miguel, Casado con Desconocida                           | 1. Miguel, Casado con Desconocida                           | 1. Miguel, Casado con Desconocida                           | 1. Miguel, Casado con Desconocida                           |  |  | 1. Ludovico                                   | 1. Ludovico                                   | 1. Ludovico                                   | 1. Ludovico                                   | 1. Ludovico                                   | 1. Ludovico                                   |  |  | 2. Desconocido                                     | 2. Desconocido                                     | 2. Desconocido                                     | 2. Desconocido                                     | 2. Desconocido                                     | 2. Desconocido                                     |  |  |                                                      |                                                      |                                                      |                                                      |                                                      |                                                      |          |          |                                                            |                                                            |                                                            |                                                            |                                                            |                                                            |               |               |               |               |              |              |              |              |  |  |                                                            |                                                            |                                                            |                                                            |                                                            |                                                            |  |  |  |  |  |  |  |  |  |  |  |  |  |  |  |  |  |  |  |  |  |  |  |  |  |  |  |  |  |  |  |  |  |  |  |  |  |  |  |  |  |  |  |  |  |  |  |  |  |  |  |  |  |  |
| 1. Iván Esteban | 1. Iván Esteban                                              | 1. Iván Esteban                                              | 1. Iván Esteban                                              | 1. Iván Esteban                                              | 1. Iván Esteban                                              |  |  | 1. Shishman                                                  | 1. Shishman                                                  | 1. Shishman                                                  | 1. Shishman                                                  | 1. Shishman                                                  | 1. Shishman                                                  |  |  | 1. Miguel, Casado con Desconocida                           | 1. Miguel, Casado con Desconocida                           | 1. Miguel, Casado con Desconocida                           | 1. Miguel, Casado con Desconocida                           | 1. Miguel, Casado con Desconocida                           | 1. Miguel, Casado con Desconocida                           |  |  | 1. Ludovico                                   | 1. Ludovico                                   | 1. Ludovico                                   | 1. Ludovico                                   | 1. Ludovico                                   | 1. Ludovico                                   |  |  | 2. Desconocido                                     | 2. Desconocido                                     | 2. Desconocido                                     | 2. Desconocido                                     | 2. Desconocido                                     | 2. Desconocido                                     |  |  |                                                      |                                                      |                                                      |                                                      |                                                      |                                                      |          |          |                                                            |                                                            |                                                            |                                                            |                                                            |                                                            |               |               |               |               |              |              |              |              |  |  |                                                            |                                                            |                                                            |                                                            |                                                            |                                                            |  |  |  |  |  |  |  |  |  |  |  |  |  |  |  |  |  |  |  |  |  |  |  |  |  |  |  |  |  |  |  |  |  |  |  |  |  |  |  |  |  |  |  |  |  |  |  |  |  |  |  |  |  |  |
| |                                                              |                                                              |                                                              |                                                              |                                                              |  |  |                                                              |                                                              |                                                              |                                                              |                                                              |                                                              |  |  |                                                             |                                                             |                                                             |                                                             |                                                             |                                                             |  |  |                                               |                                               |                                               |                                               |                                               |                                               |  |  |                                                    |                                                    |                                                    |                                                    |                                                    |                                                    |  |  |                                                      |                                                      |                                                      |                                                      |                                                      |                                                      |          |          |                                                            |                                                            |                                                            |                                                            |                                                            |                                                            |               |               |               |               |              |              |              |              |  |  |                                                            |                                                            |                                                            |                                                            |                                                            |                                                            |  |  |  |  |  |  |  |  |  |  |  |  |  |  |  |  |  |  |  |  |  |  |  |  |  |  |  |  |  |  |  |  |  |  |  |  |  |  |  |  |  |  |  |  |  |  |  |  |  |  |  |  |  |  |
| Iván Alejandro casado con 1. Teodora Basarab 2. Sara Teodora | Iván Alejandro casado con 1. Teodora Basarab 2. Sara Teodora | Iván Alejandro casado con 1. Teodora Basarab 2. Sara Teodora | Iván Alejandro casado con 1. Teodora Basarab 2. Sara Teodora | Iván Alejandro casado con 1. Teodora Basarab 2. Sara Teodora | Iván Alejandro casado con 1. Teodora Basarab 2. Sara Teodora |  |  | Juan Comneno Asen casado con 1. Desconocida 2. Ana Paleóloga | Juan Comneno Asen casado con 1. Desconocida 2. Ana Paleóloga | Juan Comneno Asen casado con 1. Desconocida 2. Ana Paleóloga | Juan Comneno Asen casado con 1. Desconocida 2. Ana Paleóloga | Juan Comneno Asen casado con 1. Desconocida 2. Ana Paleóloga | Juan Comneno Asen casado con 1. Desconocida 2. Ana Paleóloga |  |  | Miguel casado con Desconocida                               | Miguel casado con Desconocida                               | Miguel casado con Desconocida                               | Miguel casado con Desconocida                               | Miguel casado con Desconocida                               | Miguel casado con Desconocida                               |  |  | Helena casada con Esteban Dušan               | Helena casada con Esteban Dušan               | Helena casada con Esteban Dušan               | Helena casada con Esteban Dušan               | Helena casada con Esteban Dušan               | Helena casada con Esteban Dušan               |  |  | Teodora                                            | Teodora                                            | Teodora                                            | Teodora                                            | Teodora                                            | Teodora                                            |  |  |                                                      |                                                      |                                                      |                                                      |                                                      |                                                      |          |          |                                                            |                                                            |                                                            |                                                            |                                                            |                                                            |               |               |               |               |              |              |              |              |  |  |                                                            |                                                            |                                                            |                                                            |                                                            |                                                            |  |  |  |  |  |  |  |  |  |  |  |  |  |  |  |  |  |  |  |  |  |  |  |  |  |  |  |  |  |  |  |  |  |  |  |  |  |  |  |  |  |  |  |  |  |  |  |  |  |  |  |  |  |  |
| Iván Alejandro casado con 1. Teodora Basarab 2. Sara Teodora | Iván Alejandro casado con 1. Teodora Basarab 2. Sara Teodora | Iván Alejandro casado con 1. Teodora Basarab 2. Sara Teodora | Iván Alejandro casado con 1. Teodora Basarab 2. Sara Teodora | Iván Alejandro casado con 1. Teodora Basarab 2. Sara Teodora | Iván Alejandro casado con 1. Teodora Basarab 2. Sara Teodora |  |  | Juan Comneno Asen casado con 1. Desconocida 2. Ana Paleóloga | Juan Comneno Asen casado con 1. Desconocida 2. Ana Paleóloga | Juan Comneno Asen casado con 1. Desconocida 2. Ana Paleóloga | Juan Comneno Asen casado con 1. Desconocida 2. Ana Paleóloga | Juan Comneno Asen casado con 1. Desconocida 2. Ana Paleóloga | Juan Comneno Asen casado con 1. Desconocida 2. Ana Paleóloga |  |  | Miguel casado con Desconocida                               | Miguel casado con Desconocida                               | Miguel casado con Desconocida                               | Miguel casado con Desconocida                               | Miguel casado con Desconocida                               | Miguel casado con Desconocida                               |  |  | Helena casada con Esteban Dušan               | Helena casada con Esteban Dušan               | Helena casada con Esteban Dušan               | Helena casada con Esteban Dušan               | Helena casada con Esteban Dušan               | Helena casada con Esteban Dušan               |  |  | Teodora                                            | Teodora                                            | Teodora                                            | Teodora                                            | Teodora                                            | Teodora                                            |  |  |                                                      |                                                      |                                                      |                                                      |                                                      |                                                      |          |          |                                                            |                                                            |                                                            |                                                            |                                                            |                                                            |               |               |               |               |              |              |              |              |  |  |                                                            |                                                            |                                                            |                                                            |                                                            |                                                            |  |  |  |  |  |  |  |  |  |  |  |  |  |  |  |  |  |  |  |  |  |  |  |  |  |  |  |  |  |  |  |  |  |  |  |  |  |  |  |  |  |  |  |  |  |  |  |  |  |  |  |  |  |  |
| |                                                              |                                                              |                                                              |                                                              |                                                              |  |  |                                                              |                                                              |                                                              |                                                              |                                                              |                                                              |  |  |                                                             |                                                             |                                                             |                                                             |                                                             |                                                             |  |  | Alejandro Comneno Asen, Xenia Comnena         | Alejandro Comneno Asen, Xenia Comnena         | Alejandro Comneno Asen, Xenia Comnena         | Alejandro Comneno Asen, Xenia Comnena         | Alejandro Comneno Asen, Xenia Comnena         | Alejandro Comneno Asen, Xenia Comnena         |  |  | Shishman                                           | Shishman                                           | Shishman                                           | Shishman                                           | Shishman                                           | Shishman                                           |  |  |                                                      |                                                      |                                                      |                                                      |                                                      |                                                      |          |          |                                                            |                                                            |                                                            |                                                            |                                                            |                                                            |               |               |               |               |              |              |              |              |  |  |                                                            |                                                            |                                                            |                                                            |                                                            |                                                            |  |  |  |  |  |  |  |  |  |  |  |  |  |  |  |  |  |  |  |  |  |  |  |  |  |  |  |  |  |  |  |  |  |  |  |  |  |  |  |  |  |  |  |  |  |  |  |  |  |  |  |  |  |  |
| |                                                              |                                                              |                                                              |                                                              |                                                              |  |  |                                                              |                                                              |                                                              |                                                              |                                                              |                                                              |  |  |                                                             |                                                             |                                                             |                                                             |                                                             |                                                             |  |  | Alejandro Comneno Asen, Xenia Comnena         | Alejandro Comneno Asen, Xenia Comnena         | Alejandro Comneno Asen, Xenia Comnena         | Alejandro Comneno Asen, Xenia Comnena         | Alejandro Comneno Asen, Xenia Comnena         | Alejandro Comneno Asen, Xenia Comnena         |  |  | Shishman                                           | Shishman                                           | Shishman                                           | Shishman                                           | Shishman                                           | Shishman                                           |  |  |                                                      |                                                      |                                                      |                                                      |                                                      |                                                      |          |          |                                                            |                                                            |                                                            |                                                            |                                                            |                                                            |               |               |               |               |              |              |              |              |  |  |                                                            |                                                            |                                                            |                                                            |                                                            |                                                            |  |  |  |  |  |  |  |  |  |  |  |  |  |  |  |  |  |  |  |  |  |  |  |  |  |  |  |  |  |  |  |  |  |  |  |  |  |  |  |  |  |  |  |  |  |  |  |  |  |  |  |  |  |  |
| |                                                              |                                                              |                                                              |                                                              |                                                              |  |  |                                                              |                                                              |                                                              |                                                              |                                                              |                                                              |  |  |                                                             |                                                             |                                                             |                                                             |                                                             |                                                             |  |  |                                               |                                               |                                               |                                               |                                               |                                               |  |  |                                                    |                                                    |                                                    |                                                    |                                                    |                                                    |  |  |                                                      |                                                      |                                                      |                                                      |                                                      |                                                      |          |          |                                                            |                                                            |                                                            |                                                            |                                                            |                                                            |               |               |               |               |              |              |              |              |  |  |                                                            |                                                            |                                                            |                                                            |                                                            |                                                            |  |  |  |  |  |  |  |  |  |  |  |  |  |  |  |  |  |  |  |  |  |  |  |  |  |  |  |  |  |  |  |  |  |  |  |  |  |  |  |  |  |  |  |  |  |  |  |  |  |  |  |  |  |  |
| 1. Miguel Asen IV Casado con Irene Paleóloga | 1. Miguel Asen IV Casado con Irene Paleóloga                 | 1. Miguel Asen IV Casado con Irene Paleóloga                 | 1. Miguel Asen IV Casado con Irene Paleóloga                 | 1. Miguel Asen IV Casado con Irene Paleóloga                 | 1. Miguel Asen IV Casado con Irene Paleóloga                 |  |  | 1. Iván Esratsimir casado con Ana                            | 1. Iván Esratsimir casado con Ana                            | 1. Iván Esratsimir casado con Ana                            | 1. Iván Esratsimir casado con Ana                            | 1. Iván Esratsimir casado con Ana                            | 1. Iván Esratsimir casado con Ana                            |  |  | 1. Iván Asen IV                                             | 1. Iván Asen IV                                             | 1. Iván Asen IV                                             | 1. Iván Asen IV                                             | 1. Iván Asen IV                                             | 1. Iván Asen IV                                             |  |  | 1. Kera Tamara casada con Constantino Murad I | 1. Kera Tamara casada con Constantino Murad I | 1. Kera Tamara casada con Constantino Murad I | 1. Kera Tamara casada con Constantino Murad I | 1. Kera Tamara casada con Constantino Murad I | 1. Kera Tamara casada con Constantino Murad I |  |  | 2. Keratsa-María casada con Andrónico IV Paleólogo | 2. Keratsa-María casada con Andrónico IV Paleólogo | 2. Keratsa-María casada con Andrónico IV Paleólogo | 2. Keratsa-María casada con Andrónico IV Paleólogo | 2. Keratsa-María casada con Andrónico IV Paleólogo | 2. Keratsa-María casada con Andrónico IV Paleólogo |  |  | 2. Iván Shishman casado con 1. Kira María 2. Dragana | 2. Iván Shishman casado con 1. Kira María 2. Dragana | 2. Iván Shishman casado con 1. Kira María 2. Dragana | 2. Iván Shishman casado con 1. Kira María 2. Dragana | 2. Iván Shishman casado con 1. Kira María 2. Dragana | 2. Iván Shishman casado con 1. Kira María 2. Dragana |          |          | 2. Iván Asen V                                             | 2. Iván Asen V                                             | 2. Iván Asen V                                             | 2. Iván Asen V                                             | 2. Iván Asen V                                             | 2. Iván Asen V                                             |               |               | 2. Desislava  | 2. Desislava  | 2. Desislava | 2. Desislava | 2. Desislava | 2. Desislava |  |  | 2. Vasilisa                                                | 2. Vasilisa                                                | 2. Vasilisa                                                | 2. Vasilisa                                                | 2. Vasilisa                                                | 2. Vasilisa                                                |  |  |  |  |  |  |  |  |  |  |  |  |  |  |  |  |  |  |  |  |  |  |  |  |  |  |  |  |  |  |  |  |  |  |  |  |  |  |  |  |  |  |  |  |  |  |  |  |  |  |  |  |  |  |
| 1. Miguel Asen IV Casado con Irene Paleóloga | 1. Miguel Asen IV Casado con Irene Paleóloga                 | 1. Miguel Asen IV Casado con Irene Paleóloga                 | 1. Miguel Asen IV Casado con Irene Paleóloga                 | 1. Miguel Asen IV Casado con Irene Paleóloga                 | 1. Miguel Asen IV Casado con Irene Paleóloga                 |  |  | 1. Iván Esratsimir casado con Ana                            | 1. Iván Esratsimir casado con Ana                            | 1. Iván Esratsimir casado con Ana                            | 1. Iván Esratsimir casado con Ana                            | 1. Iván Esratsimir casado con Ana                            | 1. Iván Esratsimir casado con Ana                            |  |  | 1. Iván Asen IV                                             | 1. Iván Asen IV                                             | 1. Iván Asen IV                                             | 1. Iván Asen IV                                             | 1. Iván Asen IV                                             | 1. Iván Asen IV                                             |  |  | 1. Kera Tamara casada con Constantino Murad I | 1. Kera Tamara casada con Constantino Murad I | 1. Kera Tamara casada con Constantino Murad I | 1. Kera Tamara casada con Constantino Murad I | 1. Kera Tamara casada con Constantino Murad I | 1. Kera Tamara casada con Constantino Murad I |  |  | 2. Keratsa-María casada con Andrónico IV Paleólogo | 2. Keratsa-María casada con Andrónico IV Paleólogo | 2. Keratsa-María casada con Andrónico IV Paleólogo | 2. Keratsa-María casada con Andrónico IV Paleólogo | 2. Keratsa-María casada con Andrónico IV Paleólogo | 2. Keratsa-María casada con Andrónico IV Paleólogo |  |  | 2. Iván Shishman casado con 1. Kira María 2. Dragana | 2. Iván Shishman casado con 1. Kira María 2. Dragana | 2. Iván Shishman casado con 1. Kira María 2. Dragana | 2. Iván Shishman casado con 1. Kira María 2. Dragana | 2. Iván Shishman casado con 1. Kira María 2. Dragana | 2. Iván Shishman casado con 1. Kira María 2. Dragana |          |          | 2. Iván Asen V                                             | 2. Iván Asen V                                             | 2. Iván Asen V                                             | 2. Iván Asen V                                             | 2. Iván Asen V                                             | 2. Iván Asen V                                             |               |               | 2. Desislava  | 2. Desislava  | 2. Desislava | 2. Desislava | 2. Desislava | 2. Desislava |  |  | 2. Vasilisa                                                | 2. Vasilisa                                                | 2. Vasilisa                                                | 2. Vasilisa                                                | 2. Vasilisa                                                | 2. Vasilisa                                                |  |  |  |  |  |  |  |  |  |  |  |  |  |  |  |  |  |  |  |  |  |  |  |  |  |  |  |  |  |  |  |  |  |  |  |  |  |  |  |  |  |  |  |  |  |  |  |  |  |  |  |  |  |  |
| |                                                              |                                                              |                                                              |                                                              |                                                              |  |  |                                                              |                                                              |                                                              |                                                              |                                                              |                                                              |  |  |                                                             |                                                             |                                                             |                                                             |                                                             |                                                             |  |  |                                               |                                               |                                               |                                               |                                               |                                               |  |  |                                                    |                                                    |                                                    |                                                    |                                                    |                                                    |  |  |                                                      |                                                      |                                                      |                                                      |                                                      |                                                      |          |          |                                                            |                                                            |                                                            |                                                            |                                                            |                                                            |               |               |               |               |              |              |              |              |  |  |                                                            |                                                            |                                                            |                                                            |                                                            |                                                            |  |  |  |  |  |  |  |  |  |  |  |  |  |  |  |  |  |  |  |  |  |  |  |  |  |  |  |  |  |  |  |  |  |  |  |  |  |  |  |  |  |  |  |  |  |  |  |  |  |  |  |  |  |  |
| Constantino II | Constantino II                                               | Constantino II                                               | Constantino II                                               | Constantino II                                               | Constantino II                                               |  |  | Dorotea casada con Tvrtko I de Bosnia                        | Dorotea casada con Tvrtko I de Bosnia                        | Dorotea casada con Tvrtko I de Bosnia                        | Dorotea casada con Tvrtko I de Bosnia                        | Dorotea casada con Tvrtko I de Bosnia                        | Dorotea casada con Tvrtko I de Bosnia                        |  |  | Hija desconocida                                            | Hija desconocida                                            | Hija desconocida                                            | Hija desconocida                                            | Hija desconocida                                            | Hija desconocida                                            |  |  | Juan VII Paleólogo                            | Juan VII Paleólogo                            | Juan VII Paleólogo                            | Juan VII Paleólogo                            | Juan VII Paleólogo                            | Juan VII Paleólogo                            |  |  | 2 hijas desconocidas                               | 2 hijas desconocidas                               | 2 hijas desconocidas                               | 2 hijas desconocidas                               | 2 hijas desconocidas                               | 2 hijas desconocidas                               |  |  | Alejandro                                            | Alejandro                                            | Alejandro                                            | Alejandro                                            | Alejandro                                            | Alejandro                                            |          |          | Fruzhin                                                    | Fruzhin                                                    | Fruzhin                                                    | Fruzhin                                                    | Fruzhin                                                    | Fruzhin                                                    |               |               | Keratsa       | Keratsa       | Keratsa      | Keratsa      | Keratsa      | Keratsa      |  |  | 4 desconocido; Patriarca José II posiblemente un ilegítimo | 4 desconocido; Patriarca José II posiblemente un ilegítimo | 4 desconocido; Patriarca José II posiblemente un ilegítimo | 4 desconocido; Patriarca José II posiblemente un ilegítimo | 4 desconocido; Patriarca José II posiblemente un ilegítimo | 4 desconocido; Patriarca José II posiblemente un ilegítimo |  |  |  |  |  |  |  |  |  |  |  |  |  |  |  |  |  |  |  |  |  |  |  |  |  |  |  |  |  |  |  |  |  |  |  |  |  |  |  |  |  |  |  |  |  |  |  |  |  |  |  |  |  |  |
| Constantino II | Constantino II                                               | Constantino II                                               | Constantino II                                               | Constantino II                                               | Constantino II                                               |  |  | Dorotea casada con Tvrtko I de Bosnia                        | Dorotea casada con Tvrtko I de Bosnia                        | Dorotea casada con Tvrtko I de Bosnia                        | Dorotea casada con Tvrtko I de Bosnia                        | Dorotea casada con Tvrtko I de Bosnia                        | Dorotea casada con Tvrtko I de Bosnia                        |  |  | Hija desconocida                                            | Hija desconocida                                            | Hija desconocida                                            | Hija desconocida                                            | Hija desconocida                                            | Hija desconocida                                            |  |  | Juan VII Paleólogo                            | Juan VII Paleólogo                            | Juan VII Paleólogo                            | Juan VII Paleólogo                            | Juan VII Paleólogo                            | Juan VII Paleólogo                            |  |  | 2 hijas desconocidas                               | 2 hijas desconocidas                               | 2 hijas desconocidas                               | 2 hijas desconocidas                               | 2 hijas desconocidas                               | 2 hijas desconocidas                               |  |  | Alejandro                                            | Alejandro                                            | Alejandro                                            | Alejandro                                            | Alejandro                                            | Alejandro                                            |          |          | Fruzhin                                                    | Fruzhin                                                    | Fruzhin                                                    | Fruzhin                                                    | Fruzhin                                                    | Fruzhin                                                    |               |               | Keratsa       | Keratsa       | Keratsa      | Keratsa      | Keratsa      | Keratsa      |  |  | 4 desconocido; Patriarca José II posiblemente un ilegítimo | 4 desconocido; Patriarca José II posiblemente un ilegítimo | 4 desconocido; Patriarca José II posiblemente un ilegítimo | 4 desconocido; Patriarca José II posiblemente un ilegítimo | 4 desconocido; Patriarca José II posiblemente un ilegítimo | 4 desconocido; Patriarca José II posiblemente un ilegítimo |  |  |  |  |  |  |  |  |  |  |  |  |  |  |  |  |  |  |  |  |  |  |  |  |  |  |  |  |  |  |  |  |  |  |  |  |  |  |  |  |  |  |  |  |  |  |  |  |  |  |  |  |  |  |
| |                                                              |                                                              |                                                              |                                                              |                                                              |  |  |                                                              |                                                              |                                                              |                                                              |                                                              |                                                              |  |  |                                                             |                                                             |                                                             |                                                             |                                                             |                                                             |  |  |                                               |                                               |                                               |                                               |                                               |                                               |  |  |                                                    |                                                    |                                                    |                                                    |                                                    |                                                    |  |  |                                                      |                                                      |                                                      |                                                      |                                                      |                                                      |          |          |                                                            |                                                            |                                                            |                                                            |                                                            |                                                            |               |               |               |               |              |              |              |              |  |  |                                                            |                                                            |                                                            |                                                            |                                                            |                                                            |  |  |  |  |  |  |  |  |  |  |  |  |  |  |  |  |  |  |  |  |  |  |  |  |  |  |  |  |  |  |  |  |  |  |  |  |  |  |  |  |  |  |  |  |  |  |  |  |  |  |  |  |  |  |
| |                                                              |                                                              |                                                              |                                                              |                                                              |  |  |                                                              |                                                              |                                                              |                                                              |                                                              |                                                              |  |  |                                                             |                                                             |                                                             |                                                             |                                                             |                                                             |  |  |                                               |                                               |                                               |                                               |                                               |                                               |  |  |                                                    |                                                    |                                                    |                                                    |                                                    |                                                    |  |  |                                                      |                                                      |                                                      |                                                      | Shishman                                             | Shishman                                             | Shishman | Shishman | Shishman                                                   | Shishman                                                   |                                                            |                                                            | 2 Desconocido                                              | 2 Desconocido                                              | 2 Desconocido | 2 Desconocido | 2 Desconocido | 2 Desconocido |              |              |              |              |  |  |                                                            |                                                            |                                                            |                                                            |                                                            |                                                            |  |  |  |  |  |  |  |  |  |  |  |  |  |  |  |  |  |  |  |  |  |  |  |  |  |  |  |  |  |  |  |  |  |  |  |  |  |  |  |  |  |  |  |  |  |  |  |  |  |  |  |  |  |  |

Iván Alejandro tuvo al menos tres hijos con su primera esposa Teodora de Valaquia, la hija de Basarab I de Valaquia: Iván Esratsimir, que gobernó en calidad de zar de Bulgaria en Vidin entre 1356 y 1396, y Miguel Asen IV e Iván Asen IV, que compartieron el poder.
Con su segunda esposa Sara Teodora, tuvo seis hijos que se conozcan: Keratsa, que se casó con el emperador bizantino Andrónico IV Paleólogo; Iván Shishman, que sucedió a su padre como zar de Bulgaria en Tarnovo entre 1371 y 1395; Iván Asen V, asociado al poder entre 1359 y 1388; una hija llamada Tamara, que contrajo matrimonio primero con el déspota Constantino y luego con el sultán Murad I del Imperio otomano; así como dos hijas llamadas Desislava y Vasilisa.